# Christiaan van der Wal
Christiaan van der Wal (19 mei 1970) is een Nederlandse acteur. 

## Levensloop
In 2005 maakte Van der Wal zijn acteerdebuut in de televisieserie Gooische Vrouwen waar hij een aantal afleveringen te zien was als journalist. Hij speelde in 2007 in de RTL 4-soap Goede tijden, slechte tijden waar hij de rol van 'Geert Morlag' vertolkte, in 2015 keerde hij terug in de soap maar als het nieuwe personage Henk Raad. Van der Wal was van 2008 tot en met 2009 te zien als het personage Bart Bouwman in de kinderserie Puppy Patrol.
Sinds 2020 werkt Van der Wal als buurtcoach, in dienst van een bouwbedrijf.

## Filmografie

### Film
- 2010: Als blikken konden doden, als Jonas
- 2011: The Fermi Paradox, als Steven Russo
- 2012: Firekids de film, als vader
- 2012: Magnesium, als vriend van ouders
- 2013: Tula: The Revolt, als Paradis
- 2015: Metroman, als man
- 2017: Spaak, als verkoper fietsenhal
- 2018: First Kiss, als Klaas
- 2019: Moonrise Carcosa, als vader

### Televisie
- 2005-2006: Gooische Vrouwen, als journalist
- 2007: Goede tijden, slechte tijden, als Geert Moorlag
- 2008-2009: Puppy Patrol, als Bart Bouwman
- 2010: Onderweg naar Morgen, als neonatoloog Zeeuw
- 2012: Achter gesloten deuren, als Hugo
- 2015: Koefnoen Presenteert, als verslaggever
- 2015: Goede tijden, slechte tijden, als Henk Raad
- 2016: Weemoedt, als rechercheur
- 2020: Mocro Maffia, als Vermeer